# Macropteranthes
Macropteranthes é um género botânico pertencente à família Combretaceae.